# Пробудження (фільм, 1983)
«Пробудження» — радянський історичний художній фільм 1983 року, знятий режисером Латіфом Файзієвим на кіностудії «Узбекфільм».

## Сюжет
Відновлена за архівними документами та історичними працями хроніка народного повстання 1916 року в Голодному та Джизакському степу.

## У ролях
- Хашим Гадоєв — Кудрат
- Мухітдін Насретдінов — Гулямна-зір
- Микола Тимофєєв — Олексій Воропаєв
- Люсьєна Овчинникова — Валентина Воропаєва
- Анатолій Азо — Ігнат Васильєв
- Дагун Омаєв — Джаббар
- Джанік Файзієв — Мухамаді
- Ділором Еґамбердиєва — роль другого плану
- Бахтіяр Касимов — Аждар
- Хашим Арсланов — роль другого плану
- Володимир Дружников — полковник Рукін
- Володимир Мащенко — роль другого плану
- Андрій Градов — ад'ютант
- Пулат Саїдкасимов — Мумін, мула
- Расім Балаєв — Абдуразам-бай
- Ігор Боголюбов — Зайцев
- Владлен Давидов — губернатор
- Гульчехра Джамілова — дружина мули
- Михайло Кузнецов — роль другого плану
- Кирило Лавров — роль другого плану
- Матякуб Матчанов — Ергаш
- Закір Мухамеджанов — Мавлян
- Набі Рахімов — роль другого плану
- Інокентій Смоктуновський — генерал Гіппіус
- В'ячеслав Шалевич — полковник Іванов
- Валерій Цвєтков — роль другого плану
- Борис Аракелов — роль другого плану
- Герман Колушкін — роль другого плану
- Микола Кузьмін — єсаул
- Джамал Хашимов — Таліб

## Знімальна група
- Режисер — Латіф Файзієв
- Сценаристи — Микола Рожков, Латіф Файзієв, Назір Сафаров
- Оператор — Даврон Абдуллаєв
- Композитор — Володимир Мілов
- Художник — Емонуель Калонтаров